# Disposición de las piezas de ajedrez
|       |       |       |       |       |       |       |       |       |  |
|       | a8 rd | b8 nd | c8 bd | d8 qd | e8 kd | f8 bd | g8 nd | h8 rd |  |
| a7 pd | b7 pd | c7 pd | d7 pd | e7 pd | f7 pd | g7 pd | h7 pd |       |  |
| a6    | b6    | c6    | d6    | e6    | f6    | g6    | h6    |       |  |
| a5    | b5    | c5    | d5    | e5    | f5    | g5    | h5    |       |  |
| a4    | b4    | c4    | d4    | e4    | f4    | g4    | h4    |       |  |
| a3    | b3    | c3    | d3    | e3    | f3    | g3    | h3    |       |  |
| a2 pl | b2 pl | c2 pl | d2 pl | e2 pl | f2 pl | g2 pl | h2 pl |       |  |
| a1 rl | b1 nl | c1 bl | d1 ql | e1 kl | f1 bl | g1 nl | h1 rl |       |  |
|       |       |       |       |       |       |       |       |       |  |

La disposición de las piezas de ajedrez se refiere a la disposición de las piezas sobre el tablero de ajedrez antes del inicio del juego y es determinante para indicar qué variante de ajedrez es la que de disputa. En el ajedrez occidental, en notación algebraica del ajedrez, las torres están dispuestas en columnas a y h, los caballos en b y g, los alfiles en c y f, la Dama en d y el Rey en e, estando las piezas blancas en la primera fila y las negras en la octava. Los peones están dispuestos en la segunda fila de las blancas y en la séptima para las negras. El tablero debe colocarse de manera que el escaque h1 sea de color claro. Las variantes antiguas empleaban una disposición diferente de las piezas, lo que implica diferentes estrategias durante la fase de apertura del juego, mientras que en otro juego como por ejemplo el ajedrez de Fischer emplean una disposición aleatoria de piezas, y en función de esto, se vuelve innecesario el estudio de las aberturas.